# Édouard Moullé
Eugène-Édouard Moullé (* 28. April 1845 in Paris; † 9. September 1923 ebenda) war ein französischer Klavierbauer, Komponist und Verleger.
Moullé übernahm die Klavierfabrikation seines Vaters Eugène. Er produzierte hochwertige Klaviere im kleinen Stil. Moullé war mit zahlreichen bekannten Musikern befreundet, unter anderen mit Emmanuel Chabrier und Gustave Charpentier, der auch eines seiner Instrumente spielte. Von bleibender Bedeutung sind die von ihm gesammelten und in zwei umfangreichen Bänden veröffentlichten Volkslieder. 1890 publizierte er eine Sammlung von 50 Volksliedern der Bretagne, 1904 eine von 33 spanischen Volksliedern sowie 1910 einen Band mit Liebesliedern des 17. und 18. Jahrhunderts. Moullé komponierte kleinere Klavierstücke und vertonte zahlreiche Lieder.

## Werke (Auswahl)
- Cinquante chants populaires recueillie dans la Haute-Normandie et harmonisés par E. Moullé. Textes revus et corrigés par M. Donnay. Paris: Moullé, um 1890.
- Trente-trois Chant Populaires de l'Espagne. Suivis de 2 Habaneras et d'une danse pour piano a 4 Mains. Harmonisés par Édouard Moulle; Traductions et adaptations par Louis De Peyre. Paris: É. Moulle, Editeur, um 1904.
- Chansons tendres harmonisées par Edouard Moullé. Paris: Rouart, Lerolle, um 1910.
- Plantons Les Romarins.
- Souvenir.
- Pièce Humoristique.
- Polonaise héroïque.
- Aeolian Valse.